# کیلمارناک
کیلمارناک (به انگلیسی: Kilmarnock) یک منطقهٔ مسکونی در اسکاتلند است که در ایرشر شرقی واقع شده‌است.

## خصوصیات
کیلمارناک ۴۶٬۱۷۹ نفر جمعیت دارد.

## خواهرخوانده
شهرهای کولمباخ، سانتا کلما د گرامنت، آلس، ارستال و ژوئه لتور خواهرخوانده‌های کیلمارناک هستند.